# Saá (Lugo)
Saá (llamada oficialmente Santiago de Saa) es una parroquia y una aldea española del municipio de Lugo, en la provincia de Lugo, Galicia.

## Organización territorial
La parroquia está formada por nueve entidades de población:
- Barreiros (Barreiro)
- Castro Alfonsín
- Cuíña
- Faxilde
- Galegos
- Outeiro
- Raña (A Raña)
- Saa
- Vilamoure

## Demografía

### Parroquia
| Gráfica de evolución demográfica de Saá (parroquia) entre 2000 y 2020 |
|                                                                       |
| Datos según el nomenclátor publicado por el INE.                      |

### Aldea
| Gráfica de evolución demográfica de Saa (aldea) entre 2000 y 2020 |
|                                                                   |
| Datos según el nomenclátor publicado por el INE.                  |